# 兎川寺
兎川寺（とせんじ）は、長野県松本市里山辺にある真言宗智山派の寺院。山号は恵日高照山。本尊は千手観音。信州七福神の寿老人札所。詳しくは恵日高照山兎川霊瑞寺という。
「兎川寺」は当寺院付近の地域名ともなっている。

## 歴史
寺伝によれば今から約1300年前の飛鳥時代、聖徳太子により創建されたと伝わる。中世には天台宗、真言宗合わせて24坊からなる大伽藍があり隆盛を誇った。1332年の北条氏の反逆に対し、全国の天台僧徒が比叡山に集まった際、当寺の天台僧徒もこれに従い、全員が武器を持ち参加したが帰る者は一人もいなかった。このため天台12坊は廃墟と化し、以来真言のみとなった。戦国時代、武田信玄が大兵を持ち小笠原氏の林城を陥れるに及び、小笠原氏の祈願寺となっていた当寺は、暴徒の侵略により仏像をはじめ多くの寺宝が持ち去られた。1618年、時の住職であった憲俊師により、高野山龍光院に所属することとなる。明治時代初期には、戸田光則が全国的にも例を見ない廃仏毀釈を断行したため廃寺となり、その後は兎川学校（後の山辺学校）として利用された。のち壇信徒の篤い信仰により再建された。

## 伽藍
- 本堂 - 1820年（文政3年）諏訪の宮大工である藤森広八の作。
- 交通安全祈願殿 - 平成期に建立。

## 文化財
- 石川数正夫婦供養塔
- 木食山居仏
- 聖徳太子像
- 百体観音

## 札所
- 松本三十三番観音霊場3番
- 筑摩三十三番観音札所2番
- 信州七福神（寿老人）

## アクセス
- 松本バスターミナルより松本電鉄バス入山辺線で約15分、「里山辺出張所」下車すぐ。

## 周辺
- 旧山辺学校
- 針塚古墳
- 須々岐水神社
- テレビ松本ケーブルビジョン本社

## 参考資料
- 兎川寺由緒書
- 『探訪 信州の古寺 天台宗・真言宗』1996年 郷土出版社